# Draw the Line (låt)
"Draw the Line" är en låt av Aerosmith skriven av Steven Tyler och Joe Perry. Låten släpptes som första singel från albumet Draw the Line (utgivet 1977) och nådde plats nummer 42 på Billboard Hot 100. 

## B-sidan
På några versioner av singeln är B-sidan till singeln låten "Bright Light Fright" (från Draw The Line), på andra versioner finns "Chip Away The Stone" på B-sidan.